# Phare d'Alistro
Pour les articles homonymes, voir Alistro (homonymie).
Le phare d'Alistro est bâti sur la commune de San-Giuliano (Haute-Corse), au nord de la pointe d'Aléria, proche d'Alistro. Il est à 50 m du sémaphore d'Alisto.
Il sert à baliser le littoral est de la Corse entre Bastia et Solenzara, zone côtière ne possédant pas de repère.
Il est construit dans les terres, à 1,3 km du littoral, pour profiter d'une élévation naturelle du terrain (de 66 m).

## Historique
À son allumage en 1864, il possédait un feu fixe blanc de premier ordre.
En 1910, il a été remplacé par un feu à deux éclats toutes les 10 secondes.
En septembre 1943, la coupole du phare a été endommagée par les troupes allemandes. En 1945, il a été remis en état ; le soubassement en pierre sous la lanterne na pas été reconstruit, réduisant la hauteur du phare d’environ 3 mètres.
Le phare a été électrifié en 1964.

## Phare actuel
C'est une tour octogonale en pierres apparentes de 27 m centrée en façade d'un corps de logis en briques et pierres apparentes. Ce bâtiment abritait les deux logements de gardiens.
Émettant  2 éclats blancs toutes les 12 secondes, il a une portée de 23 milles nautiques soit 42 km.
Il a été automatisé en 1988 et n'est donc plus gardienné. Il ne se visite pas.

## Sémaphore d'Alistro
Le sémaphore d'Alistro, réalisé entre 1989 et 1998, est l’œuvre des architectes Dominique Villa et Jean Michel Battesti.